# Mariska Veres
Mariska Veres, wymowaⓘ (ur. 1 października 1947 w Hadze, zm. 2 grudnia 2006) – holenderska wokalistka rockowa, najbardziej znana z występów w zespole Shocking Blue w latach 1968–1974.
Mariska Veres urodziła się w Hadze, jej ojcem był węgierski skrzypek pochodzenia romskiego Lajos Veres, matka, urodzona w Niemczech, miała francuskich i rosyjskich rodziców. Veres rozpoczęła karierę jako piosenkarka w 1963 w zespole gitarowym Les Mysteres, w 1965 śpiewała w zespole Bumble Bees, w 1966 na krótko w zespołach Blue Fighters, Danny and his Favourites, General Four oraz Motowns. W Motowns także grała na organach.
W 1968 Veres dołączyła jako wokalistka do zespołu Shocking Blue, zastępując Freda de Wilde, który został powołany do wojska. Z zespołem tym zyskała największą popularność, dysponując charakterystycznym głosem i zwracającą uwagę urodą. Największym przebojem Shocking Blue na przełomie 1969 i 1970 była śpiewana przez Veres piosenka „Venus”. Zespół rozpadł się 1 czerwca 1974. Mariska Veres kontynuowała następnie karierę solową, do ponownego zejścia się grupy w 1984.
W 1993 Mariska Veres dołączyła jako wokalistka do jazzowego zespołu The Shocking Jazz Quintet. Występowała także w odrodzonym Shocking Blue, a w 2003 nagrała także album z Andrei Serbanem. Mariska Veres zmarła na raka 2 grudnia 2006.